# حمیدرضا صدری
حمیدرضا صدری (زاده ۱۳۴۵ تهران) آهنگساز و نوازنده اهل ایران است. وی فعالیت خود را با فیلم سینمایی رقص در غبار آغاز کرد.

## فعالیت‌ها
- ساخت موسیقی متن فیلم‌های سینمایی و سریال تلویزیونی.
- نامزد دریافت سیمرغ بلورین بهترین موسیقی فیلم از بیست و یکمین دوره جشنواره فیلم فجر برای فیلم «رقص در غبار».
- عضو کانون آهنگسازان سینمای ایران.[۱]

## آثار

### فیلم سینمایی
1. رقص در غبار (۱۳۸۱)
2. شهر زیبا (۱۳۸۲)
3. شب کایت‌ها (۱۳۸۲)
4. ما همه خوبیم (۱۳۸۳)
5. سرود تولد (۱۳۸۳)
6. حیات (۱۳۸۳)
7. آلبوم (۱۳۸۳)
8. باغ آلوچه (۱۳۸۴)
9. نسکافه داغ داغ (۱۳۸۵)
10. ده‌رقمی (۱۳۸۷)
11. ورود زنده‌ها ممنوع (۱۳۸۸)
12. خاله سوسکه (۱۳۸۸)
13. خوابم می‌آد (۱۳۹۰)
14. رد کارپت (۱۳۹۲)
15. آتش‌بس ۲ (۱۳۹۳)
16. دراکولا (۱۳۹۴)
17. لازانیا (۱۳۹۷)[۲]
18. قلهک (۱۴۰۱)
19. خرچنگ (۱۴۰۲)

### سریال تلویزیونی
1. داستان یک شهر ۲ (۱۳۸۰)
2. پشت کنکوری‌ها (۱۳۸۱)
3. فصل زرد (۱۳۸۳)
4. غنچه و خال‌جون کوکب (۱۳۸۳)
5. عشق گمشده (۱۳۸۳)
6. جایزه بزرگ (۱۳۸۴)
7. مرده متحرک (۱۳۸۴)
8. متهم گریخت (۱۳۸۴)
9. مثل همیشه (۱۳۸۴)
10. قرارگاه مسکونی (۱۳۸۵)
11. نرگس (۱۳۸۵)
12. نسیم وصل (۱۳۸۵)
13. اولین شب آرامش (۱۳۸۵)
14. ترش و شیرین (۱۳۸۶)
15. معتاد اجباری (۱۳۸۶)
16. یک وجب خاک (۱۳۸۶)
17. راه بی‌پایان (۱۳۸۶)
18. گوشه‌نشینان (۱۳۸۶)
19. چارخونه (۱۳۸۶)
20. اکباتان (۱۳۸۶)
21. پیامک از دیار باقی (۱۳۸۷)
22. این چند نفر (۱۳۷۸)
23. عید امسال (۱۳۸۷)
24. بزنگاه (۱۳۸۷)
25. کارآگاهان (۱۳۸۷)
26. ترانه مادری (۱۳۸۷)
27. آخرین گره خورشید (۱۳۸۷)
28. رنگ و ترنج (۱۳۸۷)
29. ثانیه شمار (۱۳۸۸)
30. تا افطار چیزی نمانده (۱۳۸۹)
31. خنده بازار (۱۳۹۰)
32. موج و صخره (۱۳۹۰)
33. دردسرهای عظیم (۱۳۹۳)
34. دردسرهای عظیم ۲ (۱۳۹۴)
35. پادری (۱۳۹۵)
36. پنچری (۱۳۹۶)
37. نون خ (۱۳۹۷)
38. شرایط خاص (۱۳۹۷)
39. زوج یا فرد (۱۳۹۷)

### تله فیلم
1. ماهرخ (۱۳۸۹)

### آلبوم موسیقی
1. ماه نی (با صدای امیرحسین مدرس) (۱۳۸۵)
2. پرنده بی پرنده (با صدای رضا یزدانی) (۱۳۸۳)